# Serixia praeusta
Serixia praeusta är en skalbaggsart som beskrevs av Francis Polkinghorne Pascoe 1867. Serixia praeusta ingår i släktet Serixia och familjen långhorningar. Inga underarter finns listade i Catalogue of Life.